# Mezőfalva
Mezőfalva är en ort i Ungern.   Den ligger i provinsen Fejér, i den centrala delen av landet, 70 km söder om huvudstaden Budapest. Mezőfalva ligger 144 meter över havet och antalet invånare är 4 910.
Terrängen runt Mezőfalva är platt, och sluttar österut. Runt Mezőfalva är det ganska tätbefolkat, med 65 invånare per kvadratkilometer. Närmaste större samhälle är Dunaújváros, 13,2 km öster om Mezőfalva. Trakten runt Mezőfalva består till största delen av jordbruksmark.